# خمیس الزهرانی
خمیس الزهرانی (انگلیسی: Khamis Al-Zahrani؛ زادهٔ ۳ اوت ۱۹۷۶) یک بازیکن فوتبال اهل عربستان سعودی است.
از باشگاه‌هایی که در آن بازی کرده‌است می‌توان به باشگاه فوتبال الاتحاد اشاره کرد.
وی همچنین در تیم ملی فوتبال عربستان سعودی بازی کرده است.